# Водне поло на Чемпіонаті світу з водних видів спорту 2011
Змагання зі водного поло на Чемпіонаті світу з водних видів спорту 2011 тривали з 17 до 30 липня в Спортивному центрі «Схід» у Шанхаї (Китай).

## Медалісти

### Таблиця медалей
| Місце               | Країна              | Золото | Срібло | Бронза | Загалом |
| ------------------- | ------------------- | ------ | ------ | ------ | ------- |
| 1                   | Італія              | 1      | 0      | 0      | 1       |
| 1                   | Греція              | 1      | 0      | 0      | 1       |
| 3                   | Китай               | 0      | 1      | 0      | 1       |
| 3                   | Сербія              | 0      | 1      | 0      | 1       |
| 5                   | Росія               | 0      | 0      | 1      | 1       |
| 5                   | Хорватія            | 0      | 0      | 1      | 1       |
| Загалом (6 збірних) | Загалом (6 збірних) | 2      | 2      | 2      | 6       |

### Чоловіки
| Золото | Срібло | Бронза |
| Італія Стефано Темпесті Амауріс Перес Нікколо Джітто П'єтро Фільйолі Алекс Джорджетті Мауріціо Фелуго Нікколо Фігарі Валентіно Галло Крістіан Прешутті Дені Фйорентіні Маттео Айкарді Арнальдо Десерті Джакомо Пасторіно | Сербія Слободан Соро Марко Аврамович Живко Гоцич Ваня Удовичич Мілош Чук Душко Пієтлович Слободан Нікич Мілан Алексич Нікола Раджен Філіп Філіпович Андрія Прлайнович Стефан Митрович Гойко Пієтлович | Хорватія Йосип Павич Дамір Бурич Міхо Бошкович Нікша Добуд Маро Йокович Петар Муслім Франо Карач Андро Бушлє Сандро Сукно Самір Барач Фран Пашквалін Пауло Обрадович Іван Булюбашич |

### Жінки
| Золото | Срібло | Бронза |
| Греція Елені Кувду Хрістіна Цукала Антіопі Мелідоні Ілектра Псуні Киріакі Ліосі Алкісті Авраміду Александра Асімакі Антігоні Румпесі Ангелікі Геролиму Тріантафиллія Манліудакі Ставрула Антонаку Гергія Лара Eleni Goula | КНР Ян Цзюнь Тен Фей Лю Пін Сунь Юйцзюнь Хе Цзінь Сунь Ятін Сун Дунлунь Чень Юань Ван Ї Ма Хуаньхуань Сунь Хуейцзи Чжан Лей Ван Їн | Росія Марія Ковтуновська Надія Глизіна-Федотова Катерина Прокоф'єва Софія Конух Олександра Антонова Наталія Рижова-Аленічева Катерина Лісунова Євгенія Соболєва Катерина Танкєєва Ольга Бєляєва Євгенія Іванова Юлія Гауфлер Ганна Карнаух |